# SN 2006ff
SN 2006ff – supernowa typu Ia odkryta 28 sierpnia 2006 roku w galaktyce A002635-0018. W momencie odkrycia miała maksymalną jasność 20,70m.